# 濟濟樓
濟濟樓是一座位於中華人民共和國廣東梅州市梅縣新縣城梅花山下的客家民居，由民國金融巨子陳濟軒建造，該樓1936年起歷時十年建成。「濟濟」取自《尚書·大禹漠》的「濟濟有眾，咸聽朕命」，並與陳濟軒姓名吻合。